# Giovanni Mosca (politico)
Giovanni Mosca (Casalpusterlengo, 12 luglio 1927 – Milano, 8 dicembre 2000) è stato un politico e sindacalista italiano.

## Biografia
Da giovane lavorò come operaio e negli anni Cinquanta iniziò la sua attività di rappresentante dei lavoratori nel sindacato dei braccianti e nella FIOM.
Dal 1960 al 1964 fu segretario comunale del Partito Socialista Italiano a Milano, dove in questa veste battezzò la nascita della prima giunta di centro-sinistra in Italia, guidata da Gino Cassinis.; successivamente fu segretario generale aggiunto della CGIL nazionale.
Eletto per la prima volta deputato dopo le elezioni politiche del 1963, rimase alla Camera per quattro legislature. Molto vicino a Francesco De Martino, nel 1972 divenne vicesegretario nazionale del PSI: al termine delle elezioni del 1976, che segnarono una forte battuta d'arresto per i socialisti, si dimise dall'incarico.. Con l'avvento di Bettino Craxi, preferì ritirarsi dalla politica attiva
Morì a Milano la notte dell'8 dicembre 2000.

### Iniziative parlamentari
Fu promotore della legge 11 giugno 1974, n. 252 (detta legge Mosca) che conteneva norme per la regolarizzazione della posizione assicurativa dei dipendenti dei partiti politici, delle organizzazioni sindacali e delle associazioni di tutela e rappresentanza della cooperazione prende il nome dal fatto che egli ne era il primo firmatario, anche se le sue successive estensioni temporali ebbero luogo quando non era più parlamentare.